# Bisbat d'Annecy
El bisbat d'Annecy (francès: Diocèse d'Annecy, llatí: Dioecesis Anneciensis) és una seu de l'Església Catòlica a França, sufragània de l'Lió. Al 2012 tenia 514.800 batejats sobre una població de 717.900 habitants. Actualment està regida pel bisbe Yves Jean Marie Arsène Boivineau.

## Territori
La diòcesi comprèn el departament francès de l'Alta Savoia, a excepció de 10 parròquies al voltant de Rumilly, que pertanyen a l'arquebisbat de Chambéry, Saint-Jean-de-Maurienne i Tarentèsa. També inclou Ugine i la vall d'Arly, al departament de Savoie .
La seu episcopal és la ciutat d'Annecy, on es troba la catedral de Sant Pere.
El territori s'estén sobre 4.317 km², i està dividit en 38 parròquies.

## Història
La diòcesi va ser erigida el 15 de febrer del 1822 amb la butlla Sollicita catholicidel Papa Pius VII, prenent el territori de l'arxidiòcesi de Chambéry (avui arxidiòcesi de Chambéry, Saint-Jean-de-Maurienne i Tarentèsa), de la que originalment era sufragània.
Fins a la Revolució Francesa, la major part del territori de la diòcesi actual d'Annecy pertanyia a la diòcesi de Ginebra.
El 8 de desembre de 2002 va passar a formar part de la província eclesiàstica de l'arxidiòcesi de Lió.

## Cronologia episcopal
- Claude-François de Thiollaz † (21 d'abril de 1822 - 14 de març de 1832 mort)
- Pierre-Joseph Rey † (13 de juny de 1832 - 31 de gener de 1842 mort)
- Louis Rendu † (25 d'agost de 1842 - 28 d'agost de 1859 mort)
- Charles-Marie Magnin † (11 de desembre de 1860 - 14 de gener de 1879 mort)
- Louis-Romain-Ernest Isoard † (9 de maig de 1879 - 3 d'agost de 1901 mort)
- Pierre-Lucien Campistron † (13 de maig de 1902 - 22 d'agost de 1921 mort)
- Florent-Michel-Marie-Joseph du Bois de la Villerabel † (21 de novembre de 1921 - 11 de maig de 1940 nomenat arquebisbe de Ais de Provença)
- Auguste-Léon-Alexis Cesbron † (30 de setembre de 1940 - 13 de juliol de 1962 mort)
- Jean-Baptiste-Étienne Sauvage † (28 de setembre de 1962 - 27 de setembre de 1983 ritirato)
- Hubert Marie Pierre Dominique Barbier (19 de maig de 1984 - 25 d'abril de 2000 nomenat arquebisbe de Bourges)
- Yves Jean Marie Arsène Boivineau, des del 7 de maig de 2001

## Estadístiques
A finals del 2012, la diòcesi tenia 514.800 batejats sobre una població de 717.900 persones, equivalent al 71,7% del total.
| any  | població | població | població | sacerdots | sacerdots       | sacerdots       | sacerdots             | diaques | religiosos | religiosos | parròquies |
| ---- | -------- | -------- | -------- | --------- | --------------- | --------------- | --------------------- | ------- | ---------- | ---------- | ---------- |
| any  | batejats | total    | %        | total     | clergat secular | clergat regular | batejats por sacerdot | diaques | homes      | dones      |            |
| 1959 | 285.000  | 294.800  | 96,7     | 593       | 558             | 35              | 480                   |         | 190        | 1.130      | 309        |
| 1969 | 350.000  | 393.982  | 88,8     | 642       | 532             | 110             | 545                   |         | 175        | 950        | 252        |
| 1980 | 394.200  | 458.350  | 86,0     | 540       | 438             | 102             | 730                   | 1       | 129        | 940        | 320        |
| 1990 | 434.000  | 498.000  | 87,1     | 437       | 337             | 100             | 993                   | 7       | 135        | 450        | 320        |
| 1999 | 500.000  | 594.040  | 84,2     | 338       | 278             | 60              | 1.479                 | 11      | 70         | 245        | 320        |
| 2000 | 500.000  | 591.039  | 84,6     | 310       | 260             | 50              | 1.612                 | 12      | 59         | 235        | 320        |
| 2001 | 500.000  | 622.671  | 80,3     | 300       | 255             | 45              | 1.666                 | 13      | 55         | 220        | 320        |
| 2002 | 500.000  | 622.671  | 80,3     | 281       | 241             | 40              | 1.779                 | 13      | 55         | 220        | 320        |
| 2003 | 500.000  | 622.671  | 80,3     | 269       | 239             | 30              | 1.858                 | 14      | 37         | 210        | 320        |
| 2004 | 500.000  | 622.671  | 80,3     | 248       | 213             | 35              | 2.016                 | 13      | 42         | 205        | 320        |
| 2006 | 502.000  | 626.000  | 80,2     | 258       | 200             | 58              | 1.945                 | 13      | 59         | 473        | 320        |
| 2012 | 514.800  | 717.900  | 71,7     | 200       | 174             | 26              | 2.574                 | 21      | 63         | 359        | 38         |